# William Wagstaffe
William Wagstaffe (1685 - 5 mai 1725) est un médecin anglais.

## Biographie
Wagstaffe est né à Cublington, Buckinghamshire, Royaume-Uni, fils unique du recteur de la ville et apparenté à la famille Wagstaffe de Knightcote, Warwickshire. Il fait ses études dans une école de Northampton, entre au Lincoln College d'Oxford en 1701, obtient un BA (16 juin 1704) et une MA (5 mai 1707). La même année, il rejoint le « cabinet de physique » londonien de son parent Thomas Wagstaffe. Il épouse la fille de Thomas et, après sa mort prématurée, épouse la fille du chirurgien Charles Bernard.
Le 8 juillet 1714, Wagstaffe obtient son diplôme de MB et de MD à Oxford. Il devient membre du Royal College of Physicians le 22 décembre 1718 et est censeur en 1720. Il devient lecteur d'anatomie auprès des Barber-Surgeons le 15 décembre 1715 et succède à Salisbury Cade comme médecin à l'hôpital Saint-Barthélemy le 29 décembre 1720. Il devient membre de la Royal Society le 13 mars 1718.
Wagstaffe est mort à Bath.

## Publications
- A Comment upon The History of Tom Thumbe (1711)
- A Letter showing the Danger and Uncertainty of inoculating the Small Pox (1722)